# A24 (Unternehmen)
A24 ist eine US-amerikanische Filmproduktionsgesellschaft und ein Filmverleih mit Sitz in New York City und Los Angeles.
Der erfolgreichste Film des Unternehmens ist Everything Everywhere All at Once (2022), der weltweit über 129 Millionen US-Dollar einspielte und sieben Oscars gewann.

## Geschichte
A24 wurde 2012 von Daniel Katz, David Fenkel und John Hodges in New York City gegründet. Der Name bezieht sich auf die italienische Autobahn Autostrada A24 auf der Katz gerade fuhr, als er sich zur Gründung des Unternehmens entschloss. Der Fokus des Unternehmens liegt auf Independent-Filmen, die auch das Multiplex-Publikum ansprechen sollen. Geplant sind die Finanzierung, Produktion und der Verleih von acht bis zehn Filmtiteln pro Jahr.
Neben der Produktion eigener Filme verleiht A24 im US-Markt auch Filme anderer Produktionsgesellschaften. So wurden unter anderem die Filme Spring Breakers, The Bling Ring, The Spectacular Now, Locke, The Rover, Tusk, A Most Violent Year, Room, Green Room, The End of the Tour und The Witch  im US-Markt verliehen.

## Produktionen (Auswahl)
- 2015: Ex Machina
- 2016: Moonlight
- 2017: The Lovers
- 2017: It Comes at Night
- 2017: The Killing of a Sacred Deer
- 2018: Hereditary – Das Vermächtnis (Hereditary)
- 2018: Under the Silver Lake
- 2018: Eighth Grade
- 2018: Mid90s
- 2019: Native Son
- 2019: Midsommar
- 2019: Share
- 2019: The Death of Dick Long
- 2019: Der Leuchtturm (The Lighthouse)
- 2019: Waves
- 2019: Der schwarze Diamant (Uncut Gems)
- 2020: Minari – Wo wir Wurzeln schlagen (Minari)
- 2021: Macbeth (The Tragedy of Macbeth)
- 2021: The Green Knight
- 2021: Come on, Come on (C'mon C'mon)
- 2022: Men – Was dich sucht, wird dich finden (Men)
- 2022: Everything Everywhere All at Once
- 2022: Bodies Bodies Bodies
- 2022: The Whale
- 2023: Beef (Fernsehserie)
- 2023: Past Lives – In einem anderen Leben (Past Lives)
- 2023: Hazbin Hotel
- 2024: Civil War
- 2024: Heretic